# 井陉煤矿总办大楼
井陉煤矿总办大楼，位于中国河北省石家庄市井陉矿务局机关院内，为石家庄市井陉矿区的一个省级文物保护单位，类型为近现代文物，公布时间为2001年2月7日。
井陉煤矿总办大楼的历史年代为1905年。